# Lamine Diengs död
Lamine Diengs död är ett franskt uppmärksammat rättsfall som följde på den 25-årige senegalesen Lamine Diengs död i en skåpbil vid hans gripande 17 juni 2007 i Paris. Det anklagades för att vara ett fall av övervåld från polisens sida. Efter en första nedlagd undersökning 2014 och flera överklaganden från den dödes familj avvisade cour de cassation – en av Frankrikes högsta rättsliga instanser – ärendet tio år efter dödsfallet. Familjen överklagade ärendet till Europadomstolen 2017, varefter Frankrike tre år senare accepterade att betala 145 000 euro i förlikning.